# 吕塞 (默尔特-摩泽尔省)
吕塞（法語：Lucey，法語發音：[lysɛ]）是法国默尔特-摩泽尔省的一个市镇，位于该省西南部，属于图勒区。

## 地理
吕塞（48°43'17"N, 5°50'14"E）面积10.7 平方千米，位于法国大東部大區默尔特-摩泽尔省，该省份为法国东北部内陆省份，是洛林的一部分，北邻比利时、卢森堡，北起顺时针与摩泽尔省、下莱茵省、孚日省和默兹省接壤。
与吕塞接壤的市镇（或旧市镇、城区）包括：布夫龙、布吕莱、拉涅、拉讷沃维尔-代里耶尔富、特龙德。

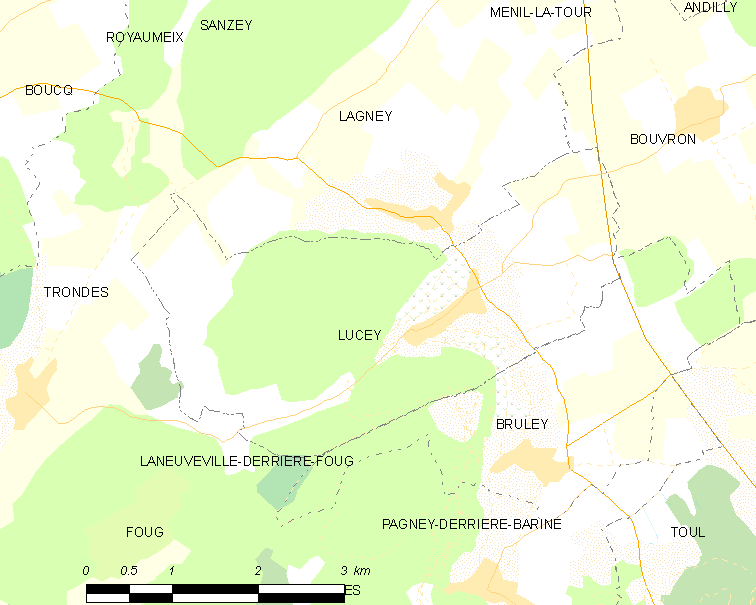
的OSM定位图

吕塞的时区为UTC+01:00、UTC+02:00（夏令时）。

## 行政
吕塞的邮政编码为54200，INSEE市镇编码为54327。

## 政治
吕塞所属的省级选区为北图卢瓦县。

## 人口

1962-2008年间人口变化图示

吕塞于2022年1月1日时的人口数量为624人。